# 青春前後不覚
青春前後不覚（せいしゅんぜんごふかく）は、日本放送協会（NHK）が1983年10月10日から11月4日に総合テレビの銀河テレビ小説で放送したテレビドラマ。原作は東海林さだおの「ショージ君の青春記」。全20回。

## 概要
一年間の浪人生活の末、九校の大学を受験して、めでたく早稲田大学に合格した一人の青年を描いた作品。モデルは原作者の東海林さだお本人。

## 出演者
- 浅見鮎子 - 古手川祐子
- 胡桃沢政則 - 金田賢一
- 胡桃沢久子 - 志穂美悦子
- 胡桃沢直子 - 早乙女愛
- 三国一朗
- 加藤治子
- 真実一路
- 堀江淳子
- 熊谷真実
- 北詰友樹
- 下川辰平
- 辺見マリ
- 南風洋子
- 三ツ木清隆
- 五代高之
- 長谷川明男
- 田中隆三
- 二見忠男
- 塩屋智章（現・塩屋俊）
- 酒井敏也
- 風美圭

## スタッフ
- 脚本 - 冨川元文
- 音楽 - 千野秀一
- 演奏 - 新室内楽協会
- 演出 - 佐藤満寿哉、小林信一